# Pfarrkirche Mühlbach am Manhartsberg

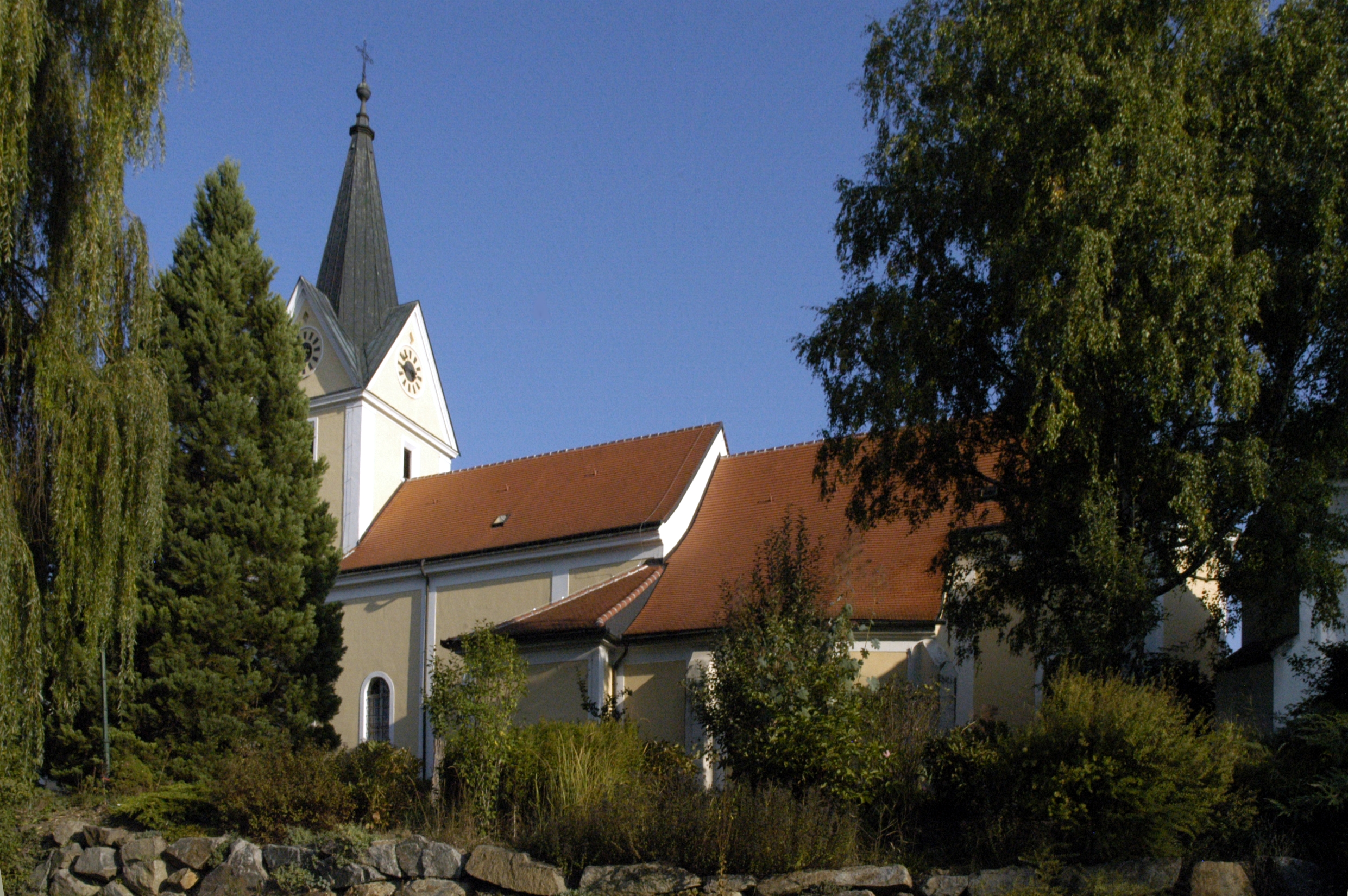
Kath. Pfarrkirche hl. Martin in Mühlbach am Manhartsberg

Die römisch-katholische Pfarrkirche Mühlbach am Manhartsberg steht erhöht in der Mitte des Ortes Mühlbach am Manhartsberg in der Marktgemeinde Hohenwarth-Mühlbach am Manhartsberg im Bezirk Hollabrunn in Niederösterreich. Die auf den heiligen Martin geweihte Kirche gehört zum Dekanat Sitzendorf im Vikariat Unter dem Manhartsberg der Erzdiözese Wien. Das Kirchengebäude steht unter Denkmalschutz.

## Geschichte
Eine Pfarre wurde im Ende des 11. Jahrhunderts genannt. Die Pfarre war bis 1996 dem Stift Göttweig inkorporiert. 1390 wurde eine Stiftung eines Benefiz zur Kapelle hl. Katharina genannt. Um 1400 entstand ein hochmittelalterliches Langhaus mit einem leicht eingezogenen Chor. 1687 erfolgte mit dem Baumeister Philipp Steindl eine Barockisierung der Kirche, hierbei wurde der Chor verlängert. 1837 erfolgten Umbauten, der Chor erhielt eine Dreiseitschluss.

## Ausstattung
Die Orgel in barocken Formen baute Ignaz Reinold (1835). Eine Glocke goss Ferdinand Vötterlechner (1755).